# إعصار ليسلي (2018)
إعصار ليسلي (المَعروف بعاصفة ليسلي اللامدارية في كلٍ من البرتغال وأسبانيا) كان هو الإعصار الاستوائي الأقوى الذي يضربُ شبهَ الجزيرةِ الإيبيرية منذُ العام 1842. كان ليسلي عنيفاً، طويلَ الأمدِ، وغيرَ منتظمٍ أيضا. يُعتبر ليسلي هو العاصفة الثانية عشرة من بينِ العواصفِ وسادس إعصار في موسمِ أعاصير المحيط الأطلسي للعام 2018,حيثُ كانت هذه العاصفة غيرُ استوائية المنشأ، من ثَمَ تعاظمت بواسطةِ نظام الضغط المنخفض والكبير فوق المُحيطِ الأطلسي الشمالي في الثاني والعشرين من سبتمبر، حيثُ أن ذلكَ الانخفاض أكسبَ هذا الإعصار.. بسرعة..خصائصِ العواصفِ الشبه استوائية، وكان سبباً في تصنيفها ضمن العواصف الفرعية لاحقاً.. فقد انحرفت العاصفة (عاصفة ليسلي) فوقَ شمالِ المحيط الأطلسي وضَعُفت تدريجياً، وذلك قبل اندماجها أمامياً في 25 أيلول / سبتمبر، ثم تركزت لاحقاً على نحوٍ شديدِ الانخفاضِ من قوةِ الإعصارِ فوقَ شمالِ المحيط الأطلسي.
عندما بدأ الإعصارُ بالضَعفِ في مرحلَتهِ المابعد المدارية في 27 سبتمبر، كان قد بدأ باستعادةِ الخصائص الشبه استوائية في الحينِ نفسه، وبحلولِ 28 سبتمبر أكملَ ليسلي انتقالهُ إلى عاصفةٍ شبه استوائيةٍ أخرى مجدداً، تكثفت تلك العاصفةُ فيما بعد تدريجياً، وأصبحت إعصاراً في وقتٍ مبكرٍ في الثالث من أكتوبر، وبلغت ذروتها منذُ بدايتِها مع رياحٍ سُرعَتُها 130 كلم / ساعة (80 ميلاً في الساعة) في وقتٍ لاحقٍ من ذلك اليوم، ثم ضَعُفت تدريجياً هابطةً إلى نفسِ شدةِ العاصفة الاستوائية في وقتٍ متأخرٍ من 4 أكتوبر، واستمرت كإعصارٍ في الضعف ِ ببطءٍ قبل البدءِ في معاودة النشاط في 8 أكتوبر، وفي 10 أكتوبر وصلت ليسلي إلى حالةِ الإعصار للمرة الثانيةِ ثم واصلَ الإعصارُ الاستقواءَ ببطء، ووصلَت ذروَته شدتها مع رياحٍ مستدامةٍ تبلغ 150 كم / س (90 ميلاً في الساعة)، وضغطٍ مركزي لا يقل عن 969 بوصة في الساعة - 28.6 هرتز في 12 أكتوبر، ثم بدأ بالضعفِ تدريجياً في اليوم التالي بينما كان يتسارعُ نحوَ الشمالِ الشرقي، قبل أن ينتقل إلى إعصارٍ غيرِ مداري قُبالةَ ساحل البرتغال في 13 أكتوبر. وقبل أن يصل إلى اليابسةِ بعد ذلك بقليل، استمرت بقاياهُ في التحركِ باتجاهِ الشرقِ بينما كانت تَضعُفُ بسرعةٍ وسرعانَ ما تبددت في 16 أكتوبر فوقَ غربِ فرنسا.
ساهمً إعصارُ ليزلي في إصدار ما يسمى بساعاتِ العواصف المدارية وتحذيراتٍ لجزيرة ماديرا، وهي الأولى من نوعِها التي تمرُ بها هذه الجزيرة عبرَ التاريخ. بل كانت العاصفةُ مسئولةً أيضاً عن 16 حالة وفاة (2 من البرتغال و 14 في فرنسا)., وفي نوفمبر قدر مركز آون بينفيلد للأخطار الطبيعية التابع لجامعة بريتوريا إجمالي الضرر الذي تلى إعصارَ ليسلي قد تجاوزَ ال 500 مليون.

## تاريخ الأرصاد الجوية

### منشأ وبداية الانتقالِ اللاإستوائي
في 19 سبتمبر، بدأ المركزُ الوطنيُ للأعاصيرِ ( NHC ) بمراقبة إمكانيةِ انخفاض الضغط غيرِ الاستوائي المتشكل لعدة مئات من الكيلومترات إلى الجنوب الغربي من جزر الأزور، مع إمكانية انخفاضٍ تدريجيٍ في اكتساب الخصائص المدارية أو شبهِ الاستوائية.

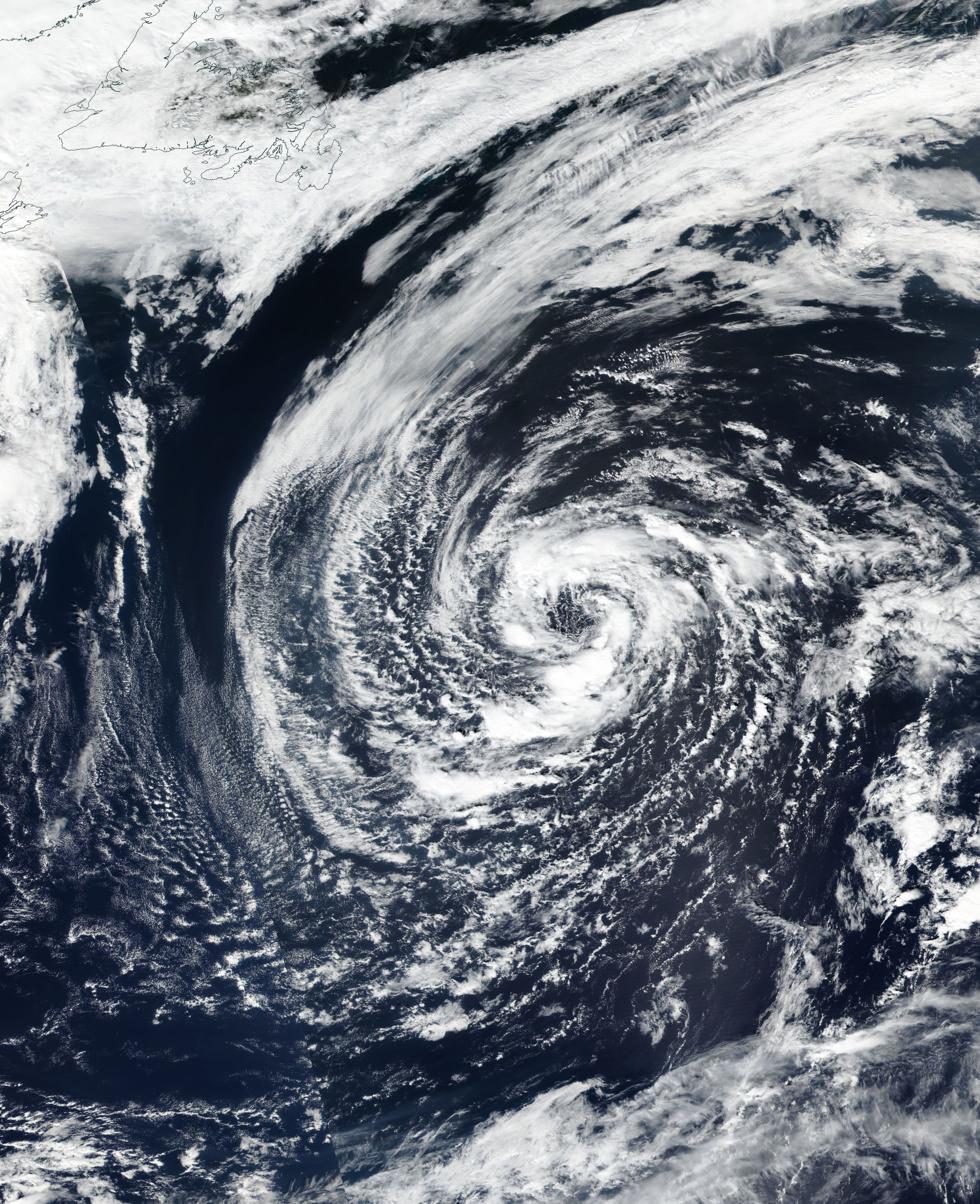
ليسلي كعاصفة مدارية تهيمن على انخفاض لااستوائي - 28 سبتمبر

بدايةً لم يكن التطورُ المستقبليُ لليسلي مؤكداً إلى حدٍ ما، وذلك بسبب إمكانية أن يصبح الضغط المنخفض الأكبر.. مهيمناً ويستوعب ليسلي، على الرغمِ من أن بعض نماذج التنبؤات العالمية حافظت على ليسلي كنظامٍ مهيمنٍ .. فعلى مدار اليومين التاليين انجرفت ليسلي شرقاً دون تغيير في شدتها قبل أن تضعف إلى منخفضٍ استوائي في الساعة 03:00 بالتوقيتِ العالمي المنسَّق في 25 سبتمبر.
بعد ستِ ساعاتٍ، أصبح ليسلي إعصاراً خارج المدارية، وأظهرت بيانات الموج المصغر أن النظامَ كان له دورةٌ سطحيةٌ ممتدةٌ ومتطفلة حول منطقة باروكلينيك. وفي تمام الساعة 18:00 بالتوقيت العالمي المنسَّق في الخامس والعشرين من سبتمبر توقعَ المركزُ الوطني للأعاصير أن ليسلي سوف يستعيدُ الخصائصَ الشبه اللاستوائية في غضونِ يومين.
وبعد ذلك بفترةٍ وجيزةٍ، اندمج ليسلي مع نظامٍ أماميٍ قريبٍ وتعزز بعد ذلك في 27 سبتمبر..و في تمام الساعة 00:00 بالتوقيت العالمي، اكتسب ليسلي قوةَ رياحِ الأعاصيرِ بسبب عملياتِ الباروكلينك.
 فعندما بدأ ليسلي في استعادة الخصائص شبه الاستوائية ضَعُفت قوتهُ أمامَ قوة العاصفة المدارية. وفي الساعة 21:00 بالتوقيت العالمي المنسق في 28 سبتمبر استأنفت اللجنة الوطنية لمركز الوطني للأعاصير إصدار مذكرات بشأن ليزلي كعاصفة شبه استوائية، كما زاد تنظيمها واختفت معالم الباروكلينك.d

### الانتقال المداري: الذروة الأولية والضعف المتلاحق

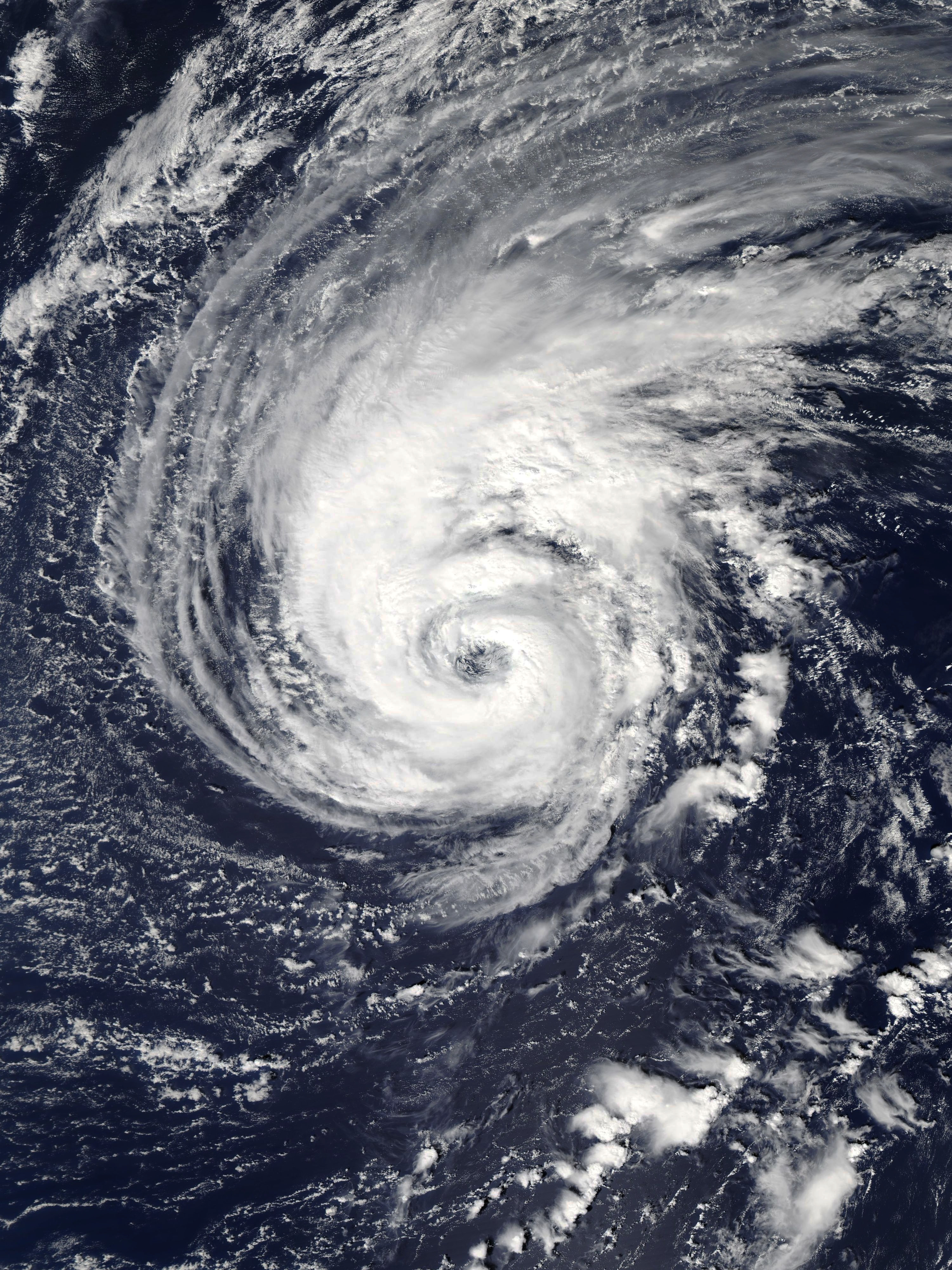
إعصار ليسلي في ذروته القصوى في 3 أكتوبر

بعد فترة وجيزة من إعادة تصنيفها باعتبارها عاصفة شبه استوائية، بدأت ليسلي تتحول بسبب التفاعلات في المنحدرات شبه الاستوائية إلى الغرب وانخفاض كبير في الطبقة العميقة التي كانت تتشكل إلى الشرق، وعلى مدار اليوم تحولت العاصفة من اتجاه غربي إلى الجنوب الغربي.
في نفس الوقت، كان ليسلي يكتسب المزيد من الخصائص الاستوائية. وفي 29 سبتمبر في الساعة 21:00 بالتوقيت العالمي أصبحت المنطقة استوائية بالكامل بعد تطوير تدفق خارجي مضاد إلى شمال شرق وجنوب شرق البلاد وكذلك في نطاق الحمل الحراري الرئيسي. بل انتقل ليسلي إلى بنية أساسية دافئة علاوة على ذلك.
في اليوم التالي ونصف اليوم، تعترّض ليزلي (العاصفة) شمال المحيط الأطلسي دون أي تغيير في شدتها. ففي الساعة 09:00 بالتوقيت العالمي المنسق في الأول من أكتوبر، بدأت في تعزيز قوتها مع ملاحظة زيادة في نطاقات الحمل الحراري في الشمال والشمال الغربي. واصلت ليسلي تزايد قوتها ببطء خلال اليومين المقبلين، قبل أن تصبح إعصارا في 3 أكتوبر في الساعة 09:00 بالتوقيت العالمي المنسق... ففي ذلك الوقت كان حمل العمق المحيط بليسلي قد تحسّن بشكل هائل وقد تطورت على عين منخفضة المستوى وواضحة المعالم، بل والأكثر من ذلك أن التيارات الموجهة التي تجعل ليسلي يأخذ اتجاها جنوبيا غربيا قد انهارت تماما خلال الأيام القليلة الماضية مما أدى إلى أن يصبح الإعصار ثابتًا.
 بعد ست ساعات، في تمام الساعة 15:00 بالتوقيت العالمي، وصلت ليسلي إلى ذروة شدتها الأولية مع رياح قصوى مستدامة 130 كلم / س (81 ميلا في الساعة) وضغط مركزي لا يقل عن 975 - 28. 79 بالهرتز.
 وفي الساعة 21:00 بالتوقيت العالمي المنسق، بدأت ليسلي بالتحرك شمالاً، تحت تأثير حوض قصير الموج إلى الشمال الغربي ووسط المنحدر إلى الجنوب الشرقي. t
من ثم حافظ الإعصار على شدة ذروته لمدة اثنتي عشرة ساعة قبل أن يبدأ في الضعف. في الرابع من أكتوبر / تشرين الأول الساعة 21:00 بالتوقيت العالمي ضعفت ليزلي إلى عاصفة استوائية واستمر هيكله في التدهور مع ملاحظة من مركز (NHC) بأن النظام يفتقر إلى قوة الرياح الداخلية، فعلى مدى الأيام القليلة التي تلت ذلك تحول ليسلي من الشمال إلى الجنوب الشرقي حيث واجه الحافة الجنوبية من غرب وسط خطوط العرض، واستمر في التدهور تدريجيا نتيجة لارتفاع طاقة الرياح ومن ثم الضعف إلى عاصفة استوائية ذات رياح تبلغ 85 كم / ساعة (53 ميل في الساعة) في 8 أكتوبر الساعة.

### الانتقال الثاني خارج الاستوائية وكثافة الذروة والوفاة

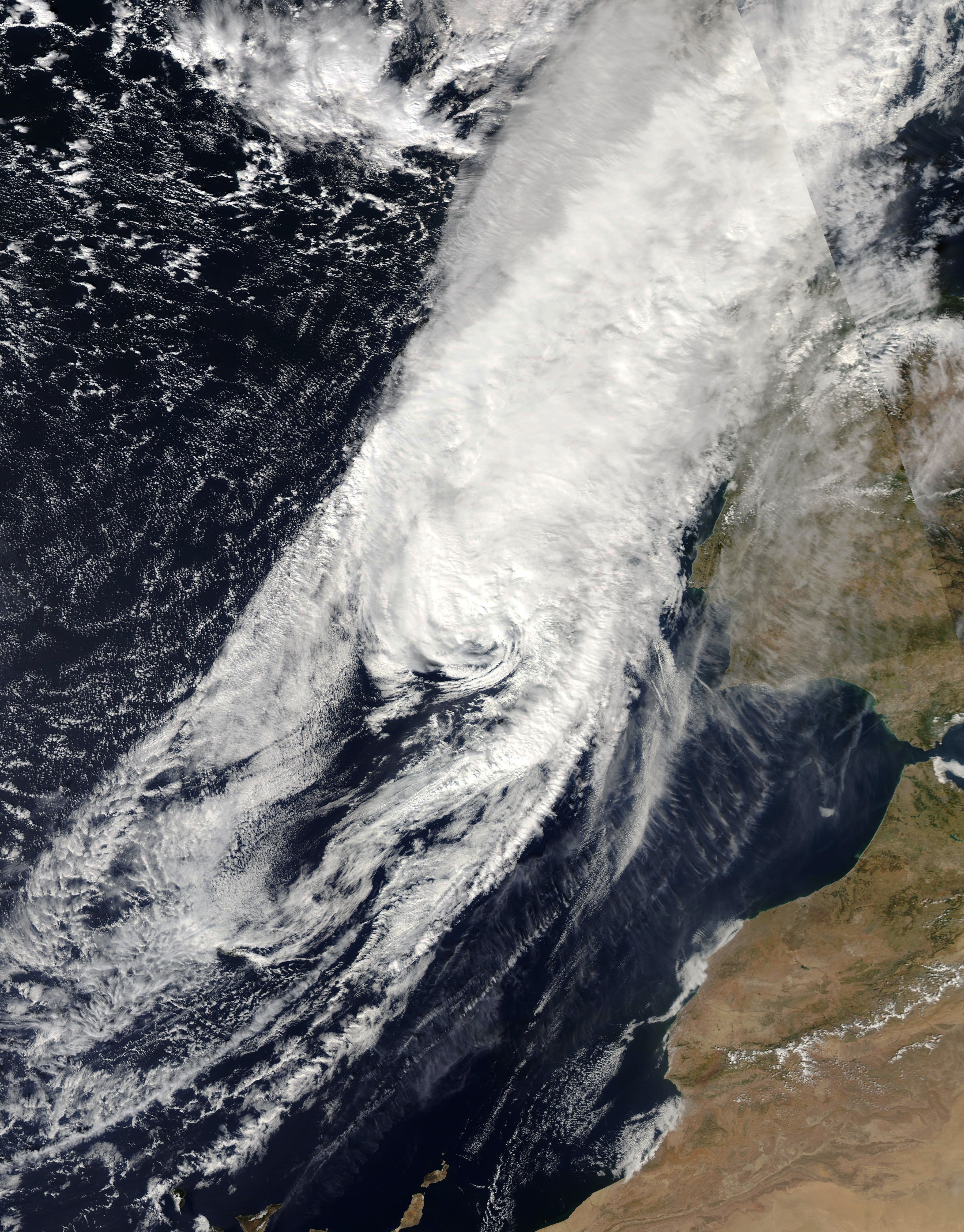
اقتراب ليسلي من شبه الجزيرة الإيبيرية في 13 أكتوبر

في 8 أكتوبر بدأت العاصفة تتصاعد مرة أخرى وتعمق الحمل الحراري وقوة داخلية حاولت أن تتشكل في العاصفة المدارية أيضا وأصبح نمط سحابة ليسلي أكثر تماثلًا.
خلال اليوم التالي استمر التكثيف مع عودة ليسلي إلى وضع إعصار للمرة الثانية في الساعة 03:00 بالتوقيت العالمي المنسق في العاشر من أكتوبر. وفي الساعة 09:00 بالتوقيت العالمي تحولت ليسلي جنوبًا تحت تأثير نطاق واسع من المستوى المتوسط إلى المستوى الأعلى. تحولت ليسلي من الجنوب إلى الشرق - الشمال الشرقي على مدار الثماني عشرة ساعة اللاحقة بسبب حوض منتصف العرض، ووصل الإعصار في وقت لاحق إلى ذروته مع رياح مستمرة من 150 كم / ساعة (93 ميلا في الساعة) وضغط مركزي لا يقل عن 969-28.6هرتز في 12 أكتوبر الساعة 03:00 بالتوقيت العالمي. حافظ الإعصار على شدة الذروة لمدة ست ساعات قبل أن يبدأ في الضعف مرة أخرى.
استمر ليسلي في التدهور تدريجيا خلال اليوم التالي، حيث تسارع إلى الشمال الشرقي.
في الساعة 18:00 بالتوقيت العالمي المنسق في 13 أكتوبر سقط ليسلي تحت قوة الإعصار عندما انتقلت إلى إعصار خارج المناطق المدارية في حين وقع على بعد حوالي 190 كم (120 ميل) إلى الشمال الغربي من لشبونة في البرتغال.
بعد ثلاث ساعات أصدرت (إن إتش سي) آخر تقرير لها حول ليسلي وهو يقترب من الساحل الغربي للبرتغال، وبعد فترة وجيزة وصلت بقايا ليسلي الاستوائية خارج اليابسة في فيغيريا دا فوز في 21:10 بالتوقيت العالمي مما تسبب في أضرار في جميع أنحاء الساحل الأوسط للبلاد. ثم ضعف ليسلي بسرعة بينما كان يتحرك باتجاه الشمال الشرقي ووصل إلى غرب فرنسا بحلول 15 أكتوبر، وفي أوائل 16 أكتوبر تبدد بقايا ليسلي في غرب فرنسا. e

## الاستعدادات والأثر
| البلد    | حالات الوفاة |
| -------- | ------------ |
| البرتغال | 2            |
| فرنسا    | 14           |
| الإجمالي | 16           |

### الولايات المتحدة الأمريكية
في أواخر سبتمبر إلى أوائل أكتوبر جلب ليسلي ارتفاعًا في الأمواج إلى الساحل الشرقي للولايات المتحدة مما أدى إلى تسجيل أعلى ارتفاع في بعض المواقع لسنوات.. كما أنتج ليسلي واحدة من أطول فترات العواصف الاستوائية ذات الموج الأكثر ارتفاعا والتي لوحظت في «أوتر بانكس» في السنوات العشرين الماضية مما أدى إلى إنتاج الأمواج ذات ارتفاع إلى الصدر أو أعلى.
فقد لوحظ أن أعلى ركوب أمواج كان في 26-28 سبتمبر عندما كان ليسلي إعصاراً قوياً خارج المدارية مع رياح قوة الأعاصير.

### ماديرا
في أواخر 11 أكتوبر أصدرت حكومة البرتغال ساعة عاصفة استوائية لجزيرة ماديرا والتي تم تغييرها إلى تحذير من عاصفة استوائية بعد ست ساعات لاحقا، فكان ذلك أول تحذير قد عُرف من عاصفة استوائية لتلك الجزيرة وسُجل بتاريخه حيث أغلق مسئولو ماديرا جميع الشواطئ والحدائق، فقد تسبب تهديد العاصفة في قيام ثمان شركات طيران بإلغاء رحلاتها إلى ماديرا وتم إلغاء أكثر من 180 مباراة رياضية على الجزيرة أكثر من نصفها كان له بالغ الأثر على اتحاد كرة القدم بماديرا، ثم انخفضت التحذيرات في 13 أكتوبر عندما ابتعد ليسلي عن الجزر.a

### البر الرئيسي البرتغال
في وقت مبكر من ليسلي أصدرت (IBMA ) التحذيرات الحمراء للرياح العاتية أو الظروف الساحلية الخطيرة ل 13 من مناطقها الـ 18 بما في ذلك العاصمة لشبونة فأُلغيت عدة فعاليات أو تأجلت بما في ذلك برنامج (ثأر التسعين حزباً) المُقرر عَقدُه في ليلة 13 أكتوبر في لشبونة وتم تأجيله إلى 20 من الشهر ذاته. كما أُلغى حفل (مافالدا فيغا) في كامبو بيكينو، ومسرحية «بايكسا تيرابيا» في تيفولي (بي بي في إي)، وكذلك الجلسة المسائية لمهرجان الفيلم الفرنسي. وتم إيقاف المباراة النهائية لبطولة الهوكي للإناث في أوروبا بسب ذلك أيضا، والتي أُجريت في 14 أكتوبر في  ميلادا وتم التشكيك فيها في أقل من دقيقتين من نهاية المباراة.
في تمام الساعة 21:10 بالتوقيت العالمي المنسق في 13 أكتوبر وصل ليسلي إلى اليابسة في فيغيريا دا فوز كإعصار لا مداري مع رياح تبلغ سرعتها 110 كم /ساعة (70 ميلاً في الساعة) كان هذا أول إعصار من أصل استوائي يصيب شبه الجزيرة الأيبيرية منذ  إعصار فينس في عام 2005 وأقوى إعصار يضرب شبه الجزيرة منذ عام 1842 وسُجلت رياح تصل سرعتُها إلى 175 كلم / ساعة (109 ميلا في الساعة) في فيغيريا دا فوز نُسبت إلى طائرة نفاثة.
وقد أثرت الأمطار الغزيرة والأمواج القوية على البلاد بأكملها مما أدى إلى ترك 324 ألف منزل بدون كهرباء وكان من الضروري إجلاء أكثر من 60 شخصًا، وتم اقتلاع ما لا يقل عن 1000 شجرة في المناطق الساحلية، وتسببت العاصفة في مقتل شخصين وإصابة 28 آخرين بجروح طفيفة، وقد تجاوزت الأضرار المقدرة من قبل شركة Aon في جميع أنحاء البلاد 100ب مليون يورو (115.5 مليون دولار أمريكي) بما في ذلك خسارة تأمين قدرُها 60 مليون يورو (69.3 مليون دولار أمريكي).

### أسبانيا
تم الإبلاغ عن رياح تصل سرعتها إلى 96 كم / ساعة (60 ميل في الساعة) بالقرب من زامورا، وسجل فيارديسيرفوس أيضا رياحا تبلغ سرعتها 87 كيلومترا في الساعة (54 ميلا في الساعة) تسببت في اقتلاع الأشجار.
أصدرت AEMET التحذيرات الصفراء بسبب مخاطر العواصف المتعلقة ليسلي ناصحة المواطنين بأخد الحيطة والحذر من الأشياء التي قد تقع على الطرق العامة، وليس هناك تقارير عن وفيات بسبب ليسلي في إسبانيا.  

### فرنسا
تبددت البقايا اللامدارية في رطوبة ليسلي وغذت الجهة الباردة شبه ثابتة فوق جنوب غرب فرنسا، وولدت عواصف رعدية قاتلة وأدت إلى فيضانات مفاجئة في تلك المنطقة. تلقى قرقشونة 160-180 ملم (6.3-7.1 بوصة) من الأمطار في غضون خمس ساعات؛ ارتفع منسوب المياه في المدينة 8 أمتار (26 قدمًا) خلال تلك الفترة. توفي ما لا يقل عن 14 شخصا بسبب الفيضانات، ولا سيما في إقليم أود. ويرجع هذا جزئيا إلى حقيقة أن نهر (اود) ارتفع إلى 7 أمتار (23 قدم) وهو أعلى مستوى له منذ عام 1891, وتم تسجيل هبوب رياح بلغت سرعتها 111 كم /ساعة (69 ميلاً في الساعة) وارتفاع الأمواج 7.8 م (26 قدمًا) في سُت.تم حساب الضرر في (اود) بمبلغ 200 مليون يورو ما يعادل 231 مليون دولار أمريكي.